# Ministero degli affari esteri (Grecia)
Il Ministero degli affari esteri (in greco Υπουργείο Εξωτερικών?, Ypourgeio Exōterikōn, anche noto con l'acronimo internazionale MFA) è un dicastero del governo ellenico che è incaricato di amministrare la politica estera e le relazioni internazionali della Grecia.
Dal 27 giugno 2023 il ministro in carica nel secondo governo Mītsotakīs è Giōrgos Gerapetritīs.

## Storia
Il Ministero degli affari esteri è uno dei ministeri più antichi della Grecia. Theodōros Negrīs è considerato il suo primo ministro, in carica dal 1822 al 1823.  Tuttavia, il ministero fu sciolto nel maggio 1823, poiché la Grecia non aveva ancora ottenuto il riconoscimento ufficiale da alcuno Stato. Fu ristabilito nel 1827 come entità indipendente con il nome di Segreteria di Stato per gli affari esteri e la marina mercantile. Nel 1828, la Grecia fu formalmente riconosciuta come Stato dalle tre potenze protettrici, portando alla nomina dei primi ambasciatori nel paese. Questo titolo rimase in uso fino all'aprile 1833, quando, con l'arrivo di re Ottone, fu rinominato Segreteria di Stato per la Casa reale e gli affari esteri, con Spyridōn Trikoupis come primo ministro. Durante questo periodo, la Grecia ampliò le sue relazioni diplomatiche con l'Impero austriaco, il Belgio, il Regno dei Paesi Bassi, il Regno delle Due Sicilie e il Regno di Svezia e Norvegia. Nel 1846, il titolo fu aggiornato a Ministero della Casa reale e degli affari esteri. Nel febbraio 1863, adottò il suo attuale nome ufficiale, Ministero degli affari esteri.

## Responsabilità
La missione del Ministero è implementare la politica estera del paese, e le sue responsabilità includono, tra le altre:
- Sostenere e promuovere gli interessi greci negli stati esteri e nella comunità internazionale
- Fornire informazioni e aggiornamenti sulle questioni e posizioni greche
- Rappresentare la Repubblica Ellenica e il suo governo presso organizzazioni e enti internazionali
- Offrire supporto diplomatico a istituzioni statali, imprese e organizzazioni pubbliche, partiti politici e membri del parlamento durante i loro contatti internazionali
- Promuovere e proteggere i diritti e gli interessi dei greci all'estero
- Promuovere e salvaguardare gli interessi economici, commerciali, marittimi, turistici e altri della Grecia all'estero
- Gestire la corrispondenza diplomatica del Presidente della Repubblica
- Mantenere i rapporti della Repubblica Ellenica con il Patriarcato ecumenico, le chiese ortodosse autocefale e altre denominazioni religiose
- Amministrare politicamente lo Stato Monastico Autonomo del Monte Athos
- Gestire le questioni relative all'assegnazione degli Ordini di Eccellenza greci e all'autorizzazione ad accettare distinzioni straniere